# Clifton B. Beach

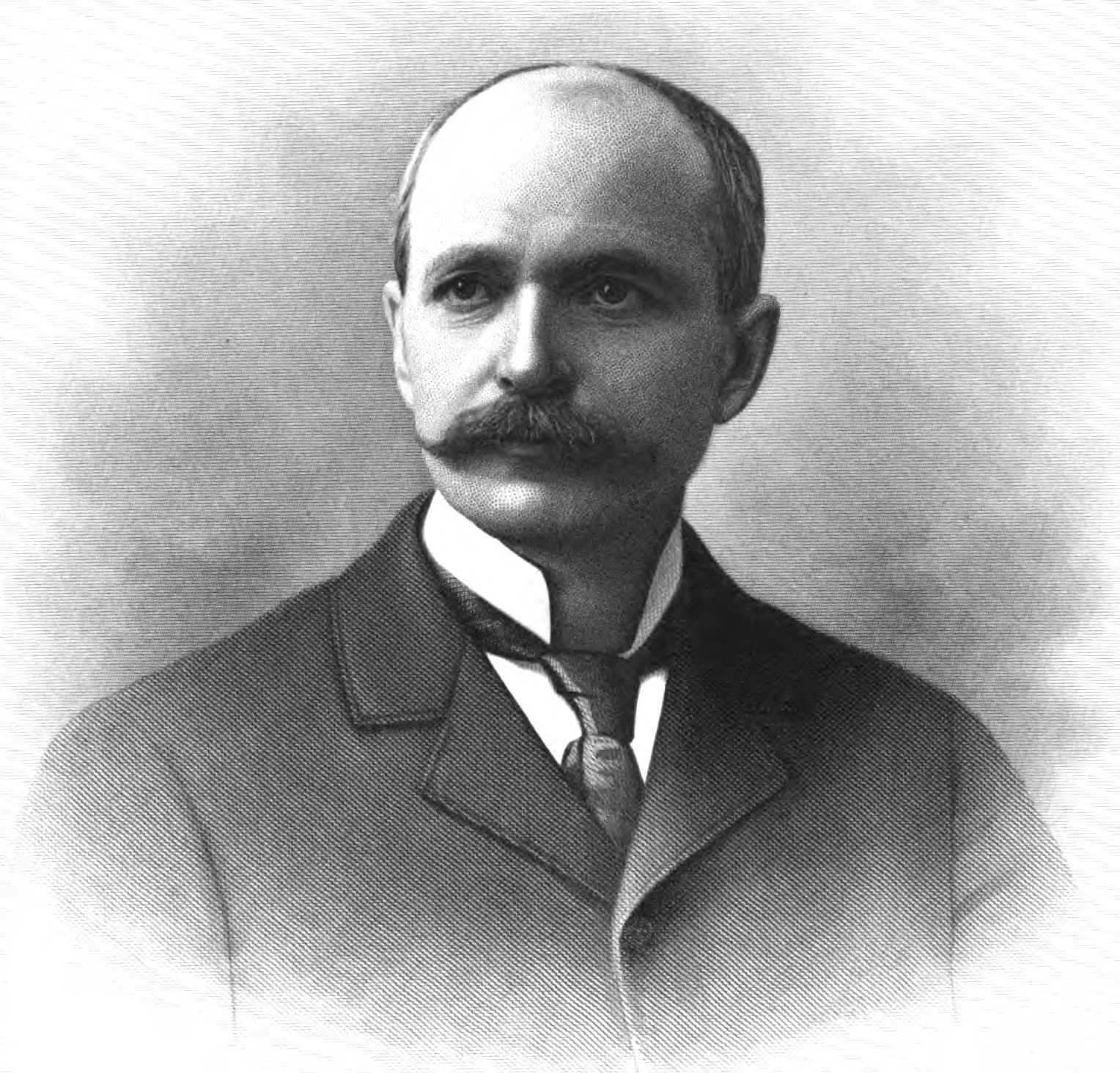
Clifton B. Beach (1898)

Clifton Bailey Beach (* 16. September 1845 in Sharon Township, Medina County, Ohio; † 15. November 1902 in Rocky River, Ohio) war ein US-amerikanischer Politiker der Republikanischen Partei. Vom 4. März 1895 bis 3. März 1899 war er Mitglied des Repräsentantenhauses der Vereinigten Staaten für den 20. Kongressdistrikt des Bundesstaates Ohio.

## Leben
Am 16. September 1845 wurde Clifton B. Beach im Sharon Township in Ohio geboren. 1857 zog er mit seinen Eltern nach Cleveland um. Er besuchte dort die örtlichen Schulen. Anschließend studierte er Jura. Das Studium beendete er 1871. 1872 wurde er als Rechtsanwalt zugelassen. Fortan arbeitete er in Cleveland. Ab 1884 war er nicht mehr als Rechtsanwalt tätig. Stattdessen arbeitete er in der freien Wirtschaft.
1894 wurde er als Vertreter des 20. Wahlbezirks von Ohio ins US-Repräsentantenhaus nach Washington, D.C. gewählt. Dort vertrat Beach den 20. Wahlbezirk insgesamt 2 Legislaturperioden lang. 1898 nominierte ihn die Republikanische Partei nicht mehr, Fremont O. Phillips wurde sein Nachfolger. Beach nahm wieder Tätigkeiten in der freien Wirtschaft auf, ehe er am 15. November 1902 im Alter von 57 Jahren in Rocky River starb. Er wurde auf dem Lake View Cemetery in Cleveland beigesetzt.